# Cytheropteron vernritchiense
Cytheropteron vernritchiense är en kräftdjursart som beskrevs av Brouwers 1994. Cytheropteron vernritchiense ingår i släktet Cytheropteron och familjen Cytheruridae. Inga underarter finns listade i Catalogue of Life.